# オーストラリアの競馬
オーストラリアの競馬（ - のけいば）では、オーストラリアにおける競馬について記述する。

## 歴史
- 1810年、ニューサウスウェールズ州シドニーのハイドパーク競馬場において、イギリス人の主催により初めて近代競馬（正式のルールと専用の施設（競馬場）に基づく競馬）が行われる[1]。
- 1838年、ヴィクトリア州で初めて競馬が行われる[1]。
- 1840年、フレミントン競馬場で初めての開催が行われる。

- 1842年、ニューサウスウェールズ州における競馬統括団体として、オーストラリアンジョッキークラブ（現オーストラリアンターフクラブ（英語版））が創設される[1]。
- 1859年、コーフィールド競馬場で初めての開催が行われる。
- 1860年、ロイヤルランドウィック競馬場で初めての開催が行われる[1]。

- 1861年、第1回メルボルンカップ、第1回ランドウィックダービーステークス（現オーストラリアンダービー）が行われる[1]。

- 1864年、ヴィクトリア州における競馬統括団体として、ヴィクトリアレーシングクラブ（英語版）が創設される[1]。
- 1883年、ムーニーヴァレー競馬場で初めての開催が行われる。

- 1912年、国内共通の競馬施行規程（オーストラリア競馬施行規程）が制定される。

- 1922年、第1回コックスプレートが行われる。

- 1957年、第1回ゴールデンスリッパーステークスが行われる。

- 2000年、オーストラリア競馬博物館により殿堂選定が開始される。

- 2015年、競馬界の主要な機能と資産を全国レベルで統合したレーシングオーストラリアが創設される[2]。
- 2017年、芝の世界最高賞金レースとして第1回ジ・エベレストが行われる。
- 2023年、 騎手や調教師を目指す少年少女に対する性加害が1970年代から継続的に行われていたことが、同年9月13日に公表された調査報告書で分かった。同報告書では日本のジャニー喜多川性加害問題と似た構図で発生したと言及している[3]。

## 特徴

### 競馬開催
- 馬齢に関する更新日が8月1日であることから、8月1日から7月31日までが1つのシーズンとされる。
- 国内に300（繋駕速歩競走専用競馬場を含む）を超える競馬施行体が存在し、州ごとに競馬施行に関する法律が異なる。競馬開催の規模も競馬場毎に異なり、国際的な格式を持つ大レースを行う大型の競馬場からいわゆるローカルな「草競馬」的なものまで多岐にわたる。
- 短距離のレースが非常に充実しており、グループ競走の半数以上が1400ｍ以下で行われている[4]。
- 平地競走とともに、速歩競走も盛んである。一方、障害競走は衰退しており、南オーストラリア州の一部競馬場でのみ行われているが、廃止論が度々浮上している。

### 賭博
- 競馬に関する賭けは、競馬場内においてはパリミュチュエル方式とブックメーカー方式ともに合法で、競馬場外ではパリミュチュエル方式のみが合法となっている。
- 場内でパリミュチュエル方式の馬券を発売する組織は、全国の競馬場ともに共通である。
- 競馬やドッグレースを専門に取り扱う日刊紙が発行されているほか、一般紙も競馬等の記事が充実している。また、ラジオ放送では、競馬実況を専門に取り扱う放送局が存在する。

### 厩舎・騎手
- 厩舎制度はほとんどの地域で競馬場外に厩舎を設置する外厩式が基本。競馬関係のライセンスについては日本や欧米よりも取得が容易で、大規模な厩舎では自前でトレーニングセンター的な設備を構えるものもある一方で、個人経営や家族経営で地元の競馬場や調教用トラックに馬を持ち込んで育成する様な小厩舎も多数存在する。
- 騎手は民間の養成所が全国に存在しており、専業騎手も数多いが、小規模な家族経営の厩舎では調教師の家族が騎手ライセンスを取得して騎乗する事も見られる。また、副業禁止規定が無いため、様々な副業で生活資金や活動資金を確保しながら騎手としての活動を続ける者も多い。
- 騎手ライセンスについては、国籍にまつわる制限も比較的緩いことから、自国の競馬界の騎手育成システムが少人数主義である場合、その騎手養成の枠に入れなかった者にとっては、オーストラリアの騎手養成所は騎手になるために残された数少ないルートの1つとなっている。
- 日本の競馬界も長期騎手養成課程は中央競馬（競馬学校）・地方競馬（地方競馬教養センター）いずれも極端な少人数主義であることから、これらの騎手養成課程に入れずに渡豪して騎手養成所に入って騎乗技術を習得し、現地の騎手ライセンスを取得した日本人騎手が存在する。

### 馬畜産
- サラブレッドの生産頭数は約1万7000頭でアメリカに次いで世界第2位[1]。（日本のおよそ2倍）
- サラブレッドの国内最大の産地はニューサウスウェールズ州で、オーストラリアで生産されるサラブレッドの約4割は同州産である[1]。
- 1990年代以降は北半球と南半球の季節差を利用して、ヨーロッパや日本から多数のシャトル種牡馬を受け入れている。

## 主な競走

### 2歳三冠
- ゴールデンスリッパーステークス - 2歳戦として世界最高賞金額のレース[1]。
- サイアーズプロデュースステークス
- シャンペンステークス

### クラシック

#### オーストラリア三冠
- ランドウィックギニー
- ローズヒルギニー
- オーストラリアンダービー

#### その他のクラシック
- コーフィールドギニー
- ヴィクトリアダービー
- 豪1000ギニー
- ケネディオークス
- オーストラリアンオークス

### 古馬混合
- ジ・エベレスト - 芝の世界最高賞金額のレース[1]。
- コーフィールドカップ
- コックスプレート
- メルボルンカップ - 国内で圧倒的な知名度と人気を誇るレース[1]。レース開催日が州の祝日に指定されている[1]。
- チャンピオンズスプリント
- チャンピオンズステークス
- ジ・オールスターマイル
- TJスミスステークス
- ドンカスターハンデキャップ
- クイーンエリザベスステークス
- シドニーカップ

### 非G1競走
- ゴールデンイーグル（2019年〜）
- ゴールデンギフト（2019年〜）
- ボンダイステークス

## 現在のオーストラリアの主な平地競走のレース日程（G1競走のみ）
|      | シドニー | メルボルン | クイーンズランド | 西部                                      | 南部                                                       |
| ---- | --- | --- | --- | ----------------------------------------- | ---------------------------------------------------------- |
| 8月  | （第3週） ウィンクスS | （第4週） メムジーS | |                                           |                                                            |
| 9月  | （第2週） ゴールデンローズS （第4週） キングチャールズ3世S | （第1週） マカイビーディーヴァS （第3週） インヴィテーションS アンダーウッドS （第4週） モイアS                                                                             | |                                           |                                                            |
| 10月 | （第1週） エプソムH フライトS スプリングチャンピオンS メトロポリタンH （第3週） ジ・エベレスト | （第1週） ターンブルS （第2週） コーフィールドギニー トゥーラックH マイトアンドパワーS 1000ギニー （第3週） コーフィールドC （第4週） マニカトS コックスプレート            | |                                           |                                                            |
| 11月 | | （第1週） クールモアスタッドS チャンピオンズS エンパイアローズS ヴィクトリアD （第1火曜日） メルボルンC （第2週） クラウンオークス チャンピオンズM チャンピオンズスプリント | | （第4週） ウインターボトムS レイルウェイS |                                                            |
| 12月 | | | | （第1週） キングストンタウンクラシック    |                                                            |
| 1月  | | | |                                           |                                                            |
| 2月  | | （第2週） CFオーアS （第3週） ブラックキャビアライトニング （第4週） ブルーダイヤモンドS オークレイプレート フューチュリティS                                               | |                                           |                                                            |
| 3月  | （第2週） チッピングノートンS サラウンドS （第3週） ランドウィックギニーズ カンタベリーS （第4週） クールモアクラシック ランヴェットS （第5週） ローズヒルギニー ザギャラクシー | （第1週） オーストラリアンC オーストラリアンギニー ニューマーケットH （第3週） ジ・オールスターマイル （第4週） ウィリアム・レイドS                                         | |                                           |                                                            |
| 4月  | （第1週） ストームクイーンS ジョージライダーS ゴールデンスリッパーS タンクレッドS （第2週） オーストラリアンD ドンカスターH サイアーズプロデュースS TJスミスS （第3週） クイーンエリザベスS シドニーC オーストラリアンオークス クイーンオブザターフS （第4週） オールエイジドS シャンペンS | | |                                           | （第4週） ロバートサングスターS オーストララシアンオークス |
| 5月  | | | （第2週） ドゥームベン10000 （第3週） ドゥームベンC （第4週） キングスフォードスミスC （第5週） クイーンズランドオークス |                                           | （第1週） グッドウッドH サウスオーストラリアンD            |
| 6月  | | | （第1週） クイーンズランドダービー ストラドブロークH （第2週） ザJJアトキンス （第3週） タタソールズティアラ             |                                           |                                                            |
| 7月  | | | |                                           |                                                            |

※Hはハンデキャップ、Sはステークス、Bはブリーダーズ、Cはカップ、Tはターフ、Mはマイル、Dはダービーの略。また簡略化のため、インビテーショナルは招待、ゴールドカップは金杯にそれぞれ訳して表記。

## 著名な馬

### 競走馬
- ソーユーシンク[5] - コックスプレート連覇など国内G1を5勝した後にアイルランドへ移籍し、エクリプス賞などの中距離G1を5勝した。種牡馬としても活躍した。
- ブラックキャビア[6] - 短距離馬としてイギリス・ダイヤモンドジュビリーステークスでの勝利を含む通算成績25戦25勝の無敗の記録を残し、2013年のワールド・ベスト・レースホース・ランキングでオーストラリア調教馬として史上初のワールドチャンピオンとなった。G1レース15勝は当時のオーストラリア記録。
- サイレントウィットネス[7] - オーストラリア産、香港調教馬。デビューから17連勝という当時の世界記録を達成した。日本へも遠征して2005年のスプリンターズステークスを勝利している。
- オクタゴナル[8] - ニュージーランド産、オーストラリア調教馬。国内G1を10勝し、当時の国内最多獲得賞金を記録した。
- ロンロ[9] - オクタゴナルの初年度産駒。国内G1を10勝した。種牡馬としても成功し、2010-2011年のリーディングサイヤーを獲得。
- テイクオーバーターゲット[10] - 10歳まで長きに渡って国内外で活躍し、G1を8勝。日本へも遠征して2006年スプリンターズステークスを勝利している。
- ウィンクス[11] - 世界最多のG1レース25勝、通算獲得賞金世界歴代1位、オセアニア記録となる33連勝、4期連続のオーストラリア年度代表馬、コックスプレート4連覇など、数々の偉大な記録を残した世界的名牝。
- マカイビーディーヴァ[12] - メルボルンカップ3連覇などG1を7勝。ウインクス以前のオセアニアの最多獲得賞金記録を保持していた。
- サンライン[13] - ニュージーランド産、ニュージーランド調教馬。コックスプレート連覇、香港マイルなどG1を13勝し、オーストラリア年度代表馬に3度選出されている。マカイビーディーヴァ以前のオセアニア最多獲得賞金記録を保持していた。
- ベリーエレガント[14] - ニュージーランド産、オーストラリア調教馬。メルボルンカップなどオーストラリアでG1を11勝して年度代表馬にも選出されたのち、フランスへ移籍した。

### 種牡馬
- スニッツェル - 2016年-2017年シーズンから4期連続でリーディングサイヤーを獲得。産駒の最多収得金額記録を保持。
- ファストネットロック - 2011-2012年、2014-2015年の2度リーディングサイヤーを獲得。
- リダウツチョイス - 2005-2006年、2009-2010年、2013-2014年の3度リーディングサイヤーを獲得。スニッツェルの父。
- ブレイブスマッシュ - 日本産馬。オーストラリア移籍後にG1を2勝。
- トーセンスターダム - 日本産馬。オーストラリア移籍後にG1を2勝。

## 著名な競馬関係者

### 騎手
- ダミアン・レーン[15] - 短期免許で来日してリスグラシュー（宝塚記念、有馬記念）、ノームコア（ヴィクトリアマイル）でG1を勝利。また、リスグラシュー・トーセンスターダム・メールドグラースのオーストラリア遠征時に騎乗してG1勝利に導くなど、日本との関わりが深い。
- ヒュー・ボウマン[16] - 2017年のワールドベストジョッキー。ウインクスの主戦騎手を務めた。短期免許で来日し、シュヴァルグランでジャパンカップを制覇している。
- クレイグ・ウィリアムズ[17] - 2007年阪神競馬場で行われた第21回ワールドスーパージョッキーズシリーズで優勝。同シリーズで初めての南半球の優勝者となった。短期免許で来日した2010年にはジャガーメイルで外国人騎手初となる天皇賞（春）優勝を果たしている。
- 太田陽子[18] - 日本の高校を卒業後、単身オーストラリアへ渡って騎手免許を取得。2013年には国外在留の日本人女性騎手として初めて日本の地方競馬短期免許が交付された[18]。

### 調教師
- ジョン・サイズ[19] - オーストラリアで調教師免許を取得。のちに香港へ拠点を移すと初年度からリーディングトレーナーを獲得するなど、トップトレーナーとして活躍している。
- ジョン・ムーア[20] - オーストラリア出身だが香港で調教師として活躍していた父の跡をついで開業。初年度から7度のリーディングトレーナーを獲得した。

## 主な競馬場

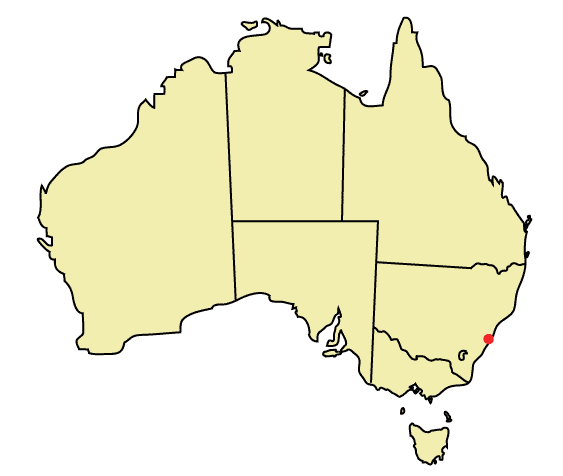
シドニー

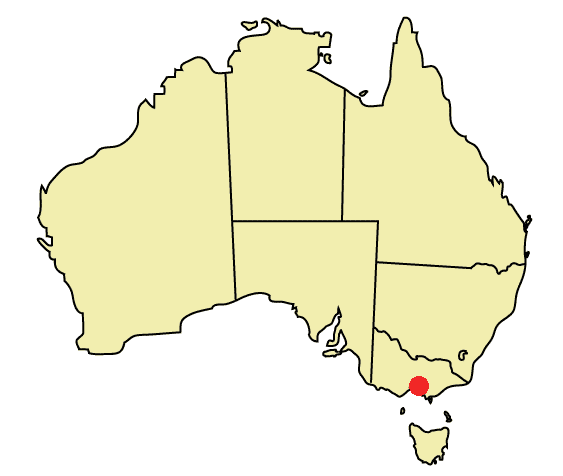
メルボルン

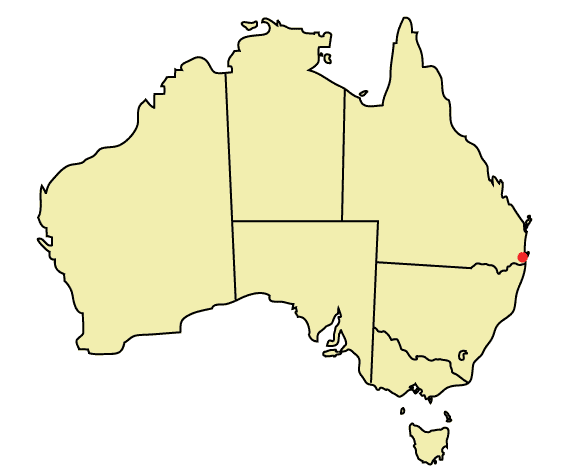
クイーンズランド地区ブリスベン

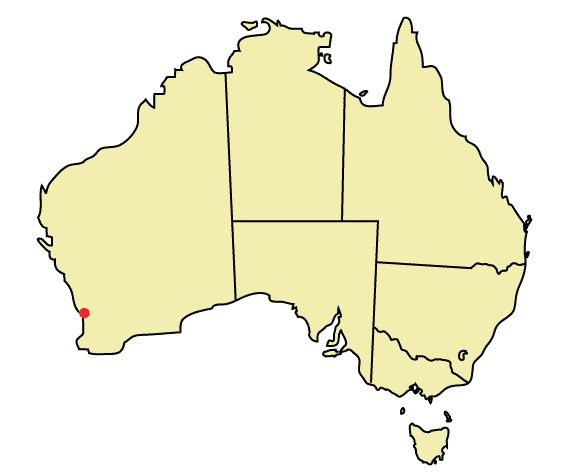
西地区パース周辺

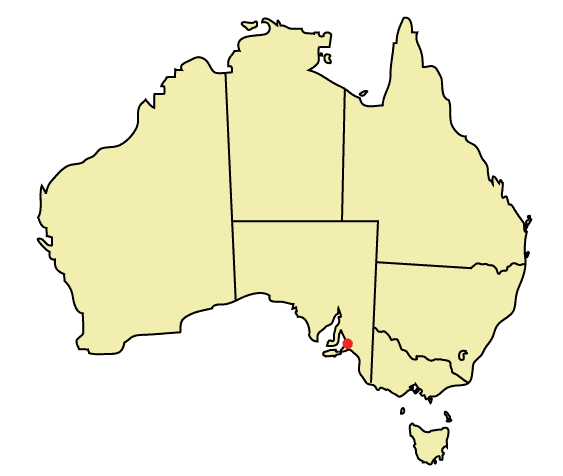
南部アデレードのモーフェットビル競馬場

### ニューサウスウェールズ・キャンベラ地区
- ロイヤルランドウィック競馬場
- ローズヒルガーデンズ競馬場
- カンタベリーパーク競馬場
- ウォーウィックファーム競馬場
- グラフトン競馬場
- ケンブラグランジ競馬場
- ゴスフォード競馬場
- ニューキャッスル競馬場
- ホークスベリー競馬場
- キャンベラ競馬場

### メルボルン地区
- フレミントン競馬場
- ムーニーヴァレー競馬場
- コーフィールド競馬場
- サンダウン競馬場

### クイーンズランド地区
- イーグルファーム競馬場
- ドゥームベン競馬場
- ゴールドコースト競馬場
- イプスウィッチ競馬場

### パース地区
- アスコット競馬場
- ベルモントパーク競馬場
- バンベリー競馬場

### 南部
- モーフェットビル競馬場
- モーブレイ競馬場
- エルウィック競馬場
- チェルトナム競馬場
- ヴィクトリアパーク競馬場
- ホバート競馬場

## 日本への遠征
→詳細は「海外調教馬による日本への遠征」を参照。